# گنداب (آبدانان)
گنداب روستایی از توابع بخش مرکزی شهرستان آبدانان در استان ایلام ایران است و در ۵ کیلومتری روستای انجیره واقع شده‌است.

## جمعیت
این روستا در دهستان ماسبی قرار دارد و براساس سرشماری مرکز آمار ایران در سال ۱۳۸۵، جمعیت آن ۹۲۳ نفر (۱۹۲خانوار) بوده‌است.